# Gehyra paranana
Gehyra paranana (лічфілдська скельна дтелла) — вид геконоподібних ящірок родини геконових (Gekkonidae). Ендемік Австралії. Описаний у 2018 році.

## Поширення і екологія
Лічфілдські скельні дтелли мешкають в регіоні Арнемленду на Північній Території. Вони живуть серед пісковикових скель та в рідколіссях.